# Nemesius von Alexandria
Nemesius von Alexandria (altgriechisch Νεμέσιος Nemésios; † um 250 n. Chr.) war der Legende nach ein Märtyrer unter Kaiser Decius.
Nach der Legende war er wegen Diebstahls angezeigt worden und wurde kurz darauf wegen seines christlichen Glaubens angeklagt, zweimal gefoltert und lebendig zwischen zwei Verbrechern verbrannt.
Sein Fest wird am 19. Dezember beziehungsweise 9. September gefeiert.